# Anthony Ashley-Cooper, 3.º Conde de Shaftesbury
Anthony Ashley-Cooper, 3.º Conde de Shaftesbury (Londres, 26 de fevereiro de 1671 – Nápoles, 4 de fevereiro de 1713), foi um político, escritor e filósofo da Inglaterra.
Devido à influência de suas ideias estéticas, Otto Maria Carpeaux afirmou que "Shaftesbury é o grande filósofo do Pré-Romantismo".

## Biografia
Era filho de Anthony Ashley-Cooper, 2º Conde de Shaftesbury e Lady Dorothy Manners, filha de John, Conde de Rutland. Seu pai era mentalmente fraco e sua educação foi confiada a seu avô, o primeiro Conde, sob a supervisão de Locke e com o auxílio de Elizabeth Birch, aprendendo grego e latim. Depois foi enviado para estudar no Winchester College, abandonando os estudos em 1688 e iniciando uma viagem pelo estrangeiro, onde conheceu artistas e intelectuais interessados no Classicismo. Depois da Revolução Gloriosa de 1689 voltou para a Inglaterra, dedicando-se aos estudos. Foi eleito parlamentar pelo partido Whig em 1695, e distinguiu-se pela defesa da Lei para Regilamentação de Julgamentos em Casos de Traição, mas manteve uma posição de independência partidária. Sua saúde frágil - sofria de asma - obrigou-o a renunciar em 1698, viajando para a Holanda em busca de um clima melhor, onde encontrou amigos de Locke e pôde discutir filosofia, moral, política e religião com mais liberdade.
Voltando à Inglaterra, logou sucedeu seu pai no condado, e voltou às atividades políticas, sendo reeleito e assumindo o posto de vice-almirante de Dorset, cargo que perdeu com a ascensão da rainha Ana ao trono, voltando à vida privada. Depois disso voltou para a Holanda, fixando-se em Roterdam. Em 1704 estava novamente na Inglaterra, mas já dava sinais de estar seriamente doente. Desde então dedicou-se a escrever, mas mantinha-se atento à política. Não se interessava pelo casamento, mas desposou em 1709 Jane Ewer para prover sua sucessão ao condado, nascendo seu único filho no ano seguinte, ao qual se deve boa parte do conhecimento moderno sobre sua biografia. Em 1711 sua saúde exigiu que se mudasse para a Itália, estabelecendo-se em Nápoles e continuando a escrever. Faleceu em Nápoles e seu corpo foi trasladado de volta à Inglaterra, sendo sepultado na propriedade familiar. Na visão de seus contemporâneos ele foi um caráter reto, um estudante ardente e um entusiasta da causa da virtude e da liberdade.

## Obras
- Inquiry concerning Virtue, c. 1683
- Preface to the Sermons of Dr. Whichcote, 1698
- Concerning Enthusiasm to Lord Somers, 1708
- Sensus Communis, an Essay on the Freedom of Wit and Humour, 1709
- The Moralists, a Philosophical Rhapsody, 1709
- Soliloquy, or Advice to an Author, 1709
- Characteristics of Men, Manners, Opinions, Times, 1711 (incluindo Miscellaneous Reflections, e Inquiry concerning Virtue or Merit)
- A Notion of the Historical Draught or Tablature of the Judgment of Hercules

Publicados postumamente:
- 14 Cartas de Shaftesbury a Molesworth, 1721
- Letters of Locke, Sidney and Shaftesbury,1830, ampliada em 1847;
- Letters to Stringer, Lord Oxford and Lord Godolphin, 1851.
- Letters to a Young Man at the University, 1716.
- Letter on Design, 1732.

Além destas obras ele deixou diversos memorandos, esboços e outros escritos. Seu estilo é claro mas tem sido considerado um tanto afetado por um excesso de virtuosismo. Seu conteúdo, porém, é de grande importância, principalmente por causa de suas especulações sobre ética, refutando a doutrina de Hobbes através do método da psicologia empírica, considerando primeiro o homem como uma unidade em si e depois analisando suas relações com outros homens e a sociedade em geral. Seu princípio era o da Harmonia ou Equilíbrio, mas baseou-se antes na concepção de bom gosto do que na razão. Considerava a benevolência essencial para a moralidade, e traçou um paralelo entre moral e estética. Descreveu pela primeira vez na Inglaterra o Senso Moral ou Consciência, dizendo que é essencialmente emocional e arreflexivo. No processo de seu desenvolvimento se torna racional pela educação e pelo uso. Disso ele derivou que:
- A distinção entre certo e errado é parte da constituição inata do homem;
- A moralidade é distinta da teologia;
- As qualidades e ações morais não dependem da vontade de Deus;
- O teste final para qualquer ação é verificar se ela promove a harmonia e o bem geral;
- Os apetites e a razão concorrem para a determinação de uma ação;
- Não cabe ao moralista resolver o problema do livre arbítrio e do determinismo, mas cabe a ele determinar um sistema de teologia natural e estudar as relações entre Deus e o homem.

Sua atividade filosófica estava ligada à ética, à religião e à estética, e ele foi um dos primeiros escritores a trazer à cena o conceito do Sublime como uma qualidade estética. Sua influência foi considerável tanto na Inglaterra como no estrangeiro, e é uma das fontes para os sistemas de Hume, Butler e Adam Smith. Sua aproximação ao Deísmo foi uma das mais plausíveis e respeitáveis de seu tempo, e foi louvado por Leibniz. Diderot adaptou o Inquiry concerning Virtue como o seu Essai sur le Mérite et la Vertu. Em 1769 apareceu uma edição de suas obras completas em francês, em Genebra. Seu trabalhou causou impressão também em Voltaire, Lessing, Moses Mendelssohn, Wieland e Herder.

## Nota
- Este artigo foi inicialmente traduzido, total ou parcialmente, do artigo da Wikipédia em inglês cujo título é «Anthony Ashley-Cooper, 3rd Earl of Shaftesbury», especificamente desta versão.